# Draft juniorů KHL 2012
Draft juniorů KHL 2012 byl čtvrtý draft v historii východoevropské ligy KHL, který se konal 25. a 26. května 2012 v Ledovém paláci Traktoru.  V draftu byli vybíráni hokejisté z celého světa ve věku mezi 17 a 21 lety. Aby se hráči mohli draftu KHL zúčastnit, tak nesměli mít smlouvu v lize KHL a nebo ve VHL.

## Seznam výběrů v jednotlivých kolech

### 1. kolo
| Pořadí | Hráč                | Pozice | Národnost    | Tým KHL                    | Původní tým              | Chráněnec |
| ------ | ------------------- | ------ | ------------ | -------------------------- | ------------------------ | --------- |
| 1      | Děnis Alexandrov    | O      | Rusko        | SKA Petrohrad              | Křídla Sovětů Moskva     |           |
| 2      | Alexandr Barkov     | Ú      | Finsko Rusko | Lokomotiv Jaroslavl        | Tappara Tampere          |           |
| 3      | Rinat Valijev       | O      | Rusko        | Ak Bars Kazaň              | Ak Bars Kazaň            |           |
| 4      | Nikita Zadorov      | O      | Rusko        | HC CSKA Moskva             | HC CSKA Moskva           |           |
| 5      | Viktor Baldajev     | O      | Rusko        | Atlant Mytišči             | Kristall Elektrostal     |           |
| 6      | Vladislav Bojko     | Ú      | Rusko        | HC CSKA Moskva             | Křídla Sovětů Moskva     |           |
| 7      | Radek Faksa         | Ú      | Česko        | CHK Neftěchimik Nižněkamsk | Kitchener Rangers        |           |
| 8      | Nikolaj Goldobin    | Ú      | Rusko        | Metallurg Novokuzněck      | Viťaz Čechov             |           |
| 9      | Rihards Bukarts     | Ú      | Lotyšsko     | Dinamo Riga                | Kapitan Stupino          |           |
| 10     | Dmitrij Judin       | O      | Rusko        | HC Jugra Chanty-Mansijsk   | Sputnik Nižnij Tagil     |           |
| 11     | Valerij Nicučkin    |        | Rusko        | Traktor Čeljabinsk         | Traktor Čeljabinsk       | 1/5       |
| 12     | Roman Graborenko    | O      | Bělorusko    | HK Dynamo Minsk            | Drummondville Voltigeurs |           |
| 13     | Rasmus Ristolainen  | O      | Finsko       | Amur Chabarovsk            | TPS Turku                |           |
| 14     | Tomáš Hertl         | Ú      | Česko        | Severstal Čerepovec        | HC Slavia Praha          |           |
| 15     | Stanislav Znitčenko |        | Rusko        | Avangard Omsk              | Avangard Omsk            | 1/5       |
| 16     | Ivan Fičtčenko      |        | Rusko        | Avangard Omsk              | Avangard Omsk            | 2/5       |
| 17     | Madiar Ibrajbekov   | O      | Kazachstán   | Barys Astana               | Barys Astana             |           |
| 18     | Andrej Filoněnko    | B      | Rusko        | HC CSKA Moskva             | HC CSKA Moskva           |           |
| 19     | Martin Gernát       | O      | Slovensko    | Salavat Julajev Ufa        | Edmonton Oil Kings       |           |
| 20     | Sergej Stecenko     |        | Rusko        | HC CSKA Moskva             | HC CSKA Moskva           | 1/5       |
| 21     | Michail Tichonov    |        | Rusko        | SKA Petrohrad              | HK Rys                   |           |
| 22     | Ruzal Galejev       | Ú      | Rusko        | Ak Bars Kazaň              | Ak Bars Kazaň            |           |
| 23     | Ville Pokka         | O      | Finsko       | Avangard Omsk              | Kärpät Oulu              |           |
| 24     | Ruslan Bazanov      | O      | Rusko        | Metallurg Magnitogorsk     | HC CSKA Moskva           |           |
| 25     | Pavel Bučněvič      |        | Rusko        | Severstal Čerepovec        | Severstal Čerepovec      | 1/5       |
| 26     | Juuso Ikonen        | Ú      | Finsko       | Metallurg Novokuzněck      | Blues Espoo              |           |
| 27     | Arťom Kulešov       | O      | Rusko        | Torpedo Nižnij Novgorod    | Křídla Sovětů Moskva     |           |
| 28     | Sergej Tolčinskij   | Ú      | Rusko        | HC CSKA Moskva             | HC CSKA Moskva           |           |
| 29     | Vladislav Lysenko   | O      | Ukrajina     | Atlant Mytišči             | Atlant Mytišči           | 1/5       |
| 30     | Hampus Lindholm     | O      | Švédsko      | HC Donbass Doněck          | Rögle BK                 |           |
| 31     | Tomáš Rachůnek      | Ú      | Česko        | HC Lev Praha               | HC Sparta Praha          |           |
| 32     | Marko Daňo          | Ú      | Slovensko    | HC Slovan Bratislava       | HC Dukla Trenčín         |           |

### 2. kolo
| Pořadí | Hráč                | Pozice | Národnost | Tým KHL                  | Původní tým           | Chráněnec |
| ------ | ------------------- | ------ | --------- | ------------------------ | --------------------- | --------- |
| 33     | Ivan Barbačev       |        | Rusko     | OHK Dynamo Moskva        | OHK Dynamo Moskva     | 1/5       |
| 34     | Andrej Alexejev     |        | Rusko     | OHK Dynamo Moskva        | OHK Dynamo Moskva     | 2/5       |
| 35     | Grigorij Dikušin    |        | Rusko     | HC CSKA Moskva           | HC CSKA Moskva        | 2/5       |
| 36     | Nikita Serebrjakov  |        | Rusko     | OHK Dynamo Moskva        | OHK Dynamo Moskva     | 3/5       |
| 37     | Viktor Gavrikov     | O      | Rusko     | Lokomotiv Jaroslavl      | Lokomotiv Jaroslavl   |           |
| 38     | Viktor Šachvorostov | Ú      | Rusko     | Ak Bars Kazaň            | Ak Bars Kazaň         |           |
| 39     | Konstantin Zavarin  |        | Rusko     | Traktor Čeljabinsk       | Traktor Čeljabinsk    | 2/5       |
| 40     | Alexandr Čarov      |        | Rusko     | Traktor Čeljabinsk       | Traktor Čeljabinsk    | 3/5       |
| 41     | Phil Baltisberger   | O      | Švýcarsko | HC Jugra Chanty-Mansijsk | ZSC Lions             |           |
| 42     | Rickard Rakell      | Ú      | Švédsko   | Sibir Novosibirsk        | Plymouth Whalers      |           |
| 43     | Igor Šesťjorkin     | B      | Rusko     | HC Spartak Moskva        | Křídla Sovětů Moskva  |           |
| 44     | Maxim Mamin         | Ú      | Rusko     | HC CSKA Moskva           | HC CSKA Moskva        |           |
| 45     | Alexej Zakarljukin  | Ú      | Rusko     | Traktor Čeljabinsk       | Traktor Čeljabinsk    | 4/5       |
| 46     | Pavel Medveděv      | O      | Rusko     | Metallurg Magnitogorsk   | OHK Dynamo Moskva     |           |
| 47     | Daniil Žarkov       | Ú      | Rusko     | Metallurg Novokuzněck    | Belleville Bulls      |           |
| 48     | Georgs Golovkovs    | Ú      | Lotyšsko  | Dinamo Riga              | Metalurgs Liepaja     |           |
| 49     | Konstantin Okulov   |        | Rusko     | Sibir Novosibirsk        | Sibir Novosibirsk     | 1/5       |
| 50     | Valentin Zykov      |        | Rusko     | HC CSKA Moskva           | HC CSKA Moskva        | 3/5       |
| 51     | Zrušený výběr       |        |           | HC Spartak Moskva        |                       |           |
| 52     | Kirill Vorobjev     |        | Rusko     | HC CSKA Moskva           | HC CSKA Moskva        | 4/5       |
| 53     | Alexandr Čarov      |        | Rusko     | HC CSKA Moskva           | HC CSKA Moskva        | 5/5       |
| 54     | Niklas Tikkinen     | Ú      | Finsko    | Metallurg Novokuzněck    | Espoo Blues Jr.       |           |
| 55     | Johan Gustafsson    | B      | Švédsko   | Amur Chabarovsk          | Luleå HF              |           |
| 56     | Ludvig Byström      | O      | Švédsko   | Severstal Čerepovec      | MODO Hockey           |           |
| 57     | Artturi Lehkonen    | Ú      | Finsko    | SKA Petrohrad            | TPS Turku             |           |
| 58     | Vjačeslav Volkov    | B      | Rusko     | Atlant Mytišči           | HC CSKA Moskva        |           |
| 59     | Roman Dubinin       | O      | Rusko     | Salavat Julajev Ufa      | Salavat Julajev Ufa   |           |
| 60     | Sergej Djačenko     | A      | Rusko     | Torpedo Nižnij Novgorod  | HK Rys                |           |
| 61     | Ruslan Trubkin      | O      | Rusko     | Ak Bars Kazaň            | Ak Bars Kazaň         |           |
| 62     | Nikolaj Gluchov     | O      | Rusko     | Avangard Omsk            | Avangard Omsk         |           |
| 63     | Igor Majouga        |        | Rusko     | Avangard Omsk            | Avangard Omsk         | 3/5       |
| 64     | Pavel Zykov         | A      | Rusko     | Metallurg Magnitogorsk   | HC CSKA Moskva        |           |
| 65     | Vladimir Brjukvin   | A      | Rusko     | OHK Dynamo Moskva        | OHK Dynamo Moskva     |           |
| 66     | Pontus Åberg        | A      | Švédsko   | SKA Petrohrad            | Djurgårdens IF Hockey |           |
| 67     | Vladimir Jonin      | A      | Rusko     | Traktor Čeljabinsk       | Traktor Čeljabinsk    |           |
| 68     | Erik Karlsson       | O      | Švédsko   | HC Donbass Doněck        | Frölunda HC           |           |
| 69     | Vojtěch Mozík       | O      | Česko     | HC Lev Praha             | BK Mladá Boleslav     |           |
| 70     | Martin Reway        | A      | Slovensko | HC Slovan Bratislava     | HC Sparta Praha       |           |

### 3. kolo
| Pořadí | Hráč                | Pozice | Národnost | Tým KHL                    | Původní tým                | Chráněnec |
| ------ | ------------------- | ------ | --------- | -------------------------- | -------------------------- | --------- |
| 71     | Rušan Rafikov       | O      | Rusko     | Lokomotiv Jaroslavl        | Lokomotiv Jaroslavl        |           |
| 72     | Nikita Šackin       |        | Rusko     | Viťaz Čechov               | Viťaz Čechov               |           |
| 73     | Vladimir Tkačev     |        | Rusko     | Avangard Omsk              | Avangard Omsk              | 4/5       |
| 74     | Alexej Abrosimov    |        | Rusko     | Avangard Omsk              | Avangard Omsk              | 5/5       |
| 75     | Vadim Chrisčpenc    |        | Rusko     | Yugra Khanty-Mansiysk      | Avangard Omsk              |           |
| 76     | Roman Račinskij     |        | Rusko     | Sibir Novosibirsk          | Sibir Novosibirsk          | 2/5       |
| 77     | Jegor Judov         |        | Rusko     | HC Spartak Moskva          | Křídla Sovětů Moskva       |           |
| 78     | Georgij Makkajev    |        | Rusko     | HC CSKA Moskva             | HC CSKA Moskva             |           |
| 79     | Koo Danila          |        | Rusko     | HC CSKA Moskva             | Lada Togliatti             |           |
| 80     | Vsevolod Jastrebkov |        | Rusko     | Ak Bars Kazaň              | Ak Bars Kazaň              | 1/5       |
| 81     | Maxim Puškarskij    |        | Rusko     | Ak Bars Kazaň              | Ak Bars Kazaň              | 2/5       |
| 82     | Zijat Pajgin        |        | Rusko     | Ak Bars Kazaň              | Ak Bars Kazaň              | 3/5       |
| 83     | Jevgenij Lyzin      |        | Rusko     | Ak Bars Kazaň              | Ak Bars Kazaň              | 4/5       |
| 84     | Dmitrij Kaštanov    |        | Rusko     | Ak Bars Kazaň              | Ak Bars Kazaň              | 5/5       |
| 85     | Rafael Čakurov      |        | Rusko     | Neftěchimik Nižněkamsk     | Ak Bars Kazaň              |           |
| 86     | Ilja Ivanov         |        | Rusko     | Metallurg Novokuzněck      | Viťaz Čechov               |           |
| 87     | Elvis Merzlikins    | B      | Lotyšsko  | Dinamo Riga                | HC Lugano jr.              |           |
| 88     | Arťom Mikejev       |        | Rusko     | Ak Bars Kazaň              | Ak Bars Kazaň              |           |
| 89     | Děnis Dalidovič     | Ú      | Bělorusko | Dinamo Minsk               | Minot Minotauros           |           |
| 90     | Jani Hakanpää       | O      | Finsko    | Amur Chabarovsk            | Espoo Blues                |           |
| 91     | Sven Bärtschi       | Ú      | Švýcarsko | Severstal Čerepovec        | Calgary Flames             |           |
| 92     | Calle Andersson     | O      | Švédsko   | SKA Petrohrad              | Färjestads BK              |           |
| 93     | Vladislav Grickich  |        | Rusko     | Neftěchimik Nižněkamsk     | Ak Bars Kazaň              |           |
| 94     | Nicklas Jensen      | A      | Dánsko    | Salavat Julajev Ufa        | Oshawa Generals            |           |
| 95     | Jevgenij Filin      |        | Rusko     | Torpedo Nižnij Novgorod    | Nefťjanik Almetěvsk        |           |
| 96     | Zrušený výběr       |        |           | Ak Bars Kazaň              |                            |           |
| 97     | Ivan Teterin        |        | Rusko     | Avtomobilist Jekatěrinburg | Avtomobilist Yekaterinburg | 1/5       |
| 98     | Anton Nekrjač       |        | Rusko     | Sibir Novosibirsk          | Sibir Novosibirsk          | 2/5       |
| 99     | Jevgenij Kubasov    |        | Rusko     | Avangard Omsk              | Sibir Novosibirsk          |           |
| 100    | Andrej Alexejev     |        | Rusko     | Metallurg Magnitogorsk     | Ak Bars Kazaň              |           |
| 101    | Ivan Bočarov        |        | Rusko     | OHK Dynamo Moskva          | OHK Dynamo Moskva          |           |
| 102    | André Burakovsky    | A      | Švédsko   | SKA Petrohrad              | Malmö Redhawks             |           |
| 103    | Arťom Penkovskij    |        | Rusko     | Traktor Čeljabinsk         | Traktor Čeljabinsk         |           |
| 104    | Jegor Morozov       |        | Rusko     | HC Donbass Doněck          | Lada Togliatti             |           |
| 105    | Lukáš Žejdl         | A      | Česko     | HC Lev Praha               | HC Slavia Praha            |           |
| 106    | Dominik Řehák       | A      | Slovensko | HC Slovan Bratislava       | MsHK Žilina                |           |

### 4. kolo
| Pořadí | Hráč                | Pozice | Národnost  | Tým KHL                    | Původní tým           | Chráněnec |
| ------ | ------------------- | ------ | ---------- | -------------------------- | --------------------- | --------- |
| 107    | Alexandr Mokčancev  | Ú      | Rusko      | Lokomotiv Jaroslavl        | Lokomotiv Jaroslavl   |           |
| 108    | Timur Biljalov      |        | Rusko      | Ak Bars Kazaň              | Ak Bars Kazaň         |           |
| 109    | Stěpan Chripunov    |        | Rusko      | Avtomobilist Yekaterinburg | Salavat Julajev Ufa   | 1/5       |
| 110    | Vladislav Vorolajev |        | Rusko      | Avtomobilist Yekaterinburg | Sputnik Nižnij Tagil  |           |
| 111    | Jakub Orsava        | Ú      | Česko      | Sibir Novosibirsk          | HC Oceláři Třinec     |           |
| 112    | Arťom Prochorov     |        | Rusko      | HC CSKA Moskva             | Křídla Sovětů Moskva  |           |
| 113    | Nikita Čerepanov    |        | Rusko      | Lokomotiv Jaroslavl        | Lokomotiv Jaroslavl   |           |
| 114    | Nathan MacKinnon    | Ú      | Kanada     | Viťaz Čechov               | Halifax Mooseheads    |           |
| 115    | Kevin Antipov       |        | Rusko      | Metallurg Novokuzněck      | HC CSKA Moskva        |           |
| 116    | Igor Boldin         |        | Rusko      | HC Spartak Moskva          | HC Spartak Moskva     |           |
| 117    | Pavel Popov         |        | Rusko      | Yugra Khanty-Mansiïsk      | Traktor Čeljabinsk    |           |
| 118    | Kristian Chenkel    | O      | Bělorusko  | Dinamo Minsk               | HK Junosť Minsk       |           |
| 119    | Joonas Korpisalo    | B      | Finsko     | Amur Chabarovsk            | Jokerit jr.           |           |
| 120    | Kirill Grigorjev    |        | Rusko      | Severstal Čerepovec        | HK Rys                |           |
| 121    | Nikita Michailis    | Ú      | Kazachstán | Barys Astana               | Barys Astana          |           |
| 122    | Dmitrij Vorobjov    |        | Rusko      | HC Spartak Moskva          | Křídla Sovětů Moskva  |           |
| 123    | Nikita Setdikov     |        | Rusko      | Salavat Julajev Ufa        | HK Rys                |           |
| 124    | Dmitrij Jermočenko  |        | Rusko      | OHK Dynamo Moskva          | OHK Dynamo Moskva     |           |
| 125    | Fredrik Claesson    | O      | Švédsko    | Severstal Čerepovec        | Djurgårdens IF Hockey |           |
| 126    | Fjodor Kozlovskij   |        | Rusko      | Avangard Omsk              | Avangard Omsk         |           |
| 127    | Vadim Orechov       |        | Rusko      | Sibir Novosibirsk          | Sibir Novosibirsk     |           |
| 128    | Andrej Mironov      |        | Rusko      | OHK Dynamo Moskva          | OHK Dynamo Moskva     |           |
| 129    | Jonatan Nielsen     | O      | Švédsko    | SKA Petrohrad              | Linköpings HC         |           |
| 130    | Andrej Jerofejev    |        | Rusko      | Traktor Čeljabinsk         | Traktor Čeljabinsk    |           |
| 131    | Henri Ikonen        | Ú      | Finsko     | HC Donbass Doněck          | KalPa                 |           |
| 132    | Jan Košťálek        | O      | Česko      | HC Lev Praha               | HC Sparta Praha       |           |
| 133    | Matěj Paulovič      | Ú      | Slovensko  | HC Slovan Bratislava       | Färjestads BK jr.     |           |

### 5. kolo
| Pořadí | Hráč                  | Pozice | Národnost        | Tým KHL                     | Původní tým                 | Chráněnec    |
| ------ | --------------------- | ------ | ---------------- | --------------------------- | --------------------------- | ------------ |
| 134    | Dmitrij Bojčuk        |        | Rusko            | OHK Dynamo Moskva           | OHK Dynamo Moskva           | 4/5          |
| 135    | Roman Nikolajev       |        | Rusko            | OHK Dynamo Moskva           | OHK Dynamo Moskva           | 5/5          |
| 136    | Andrej Gveraščenko    |        | Rusko            | Lokomotiv Jaroslavl         | OHK Dynamo Moskva           |              |
| 137    | Vincent Trocheck      | Ú      | USA              | Viťaz Čechov                | Saginaw Spirit              |              |
| 138    | Maxim Belopačencev    |        | Rusko            | Torpedo Nizhni Novgorod     | Torpedo Nizhni Novgorod     | 1/5          |
| 139    | Anatolij Golyčev      |        | Rusko            | Avtomobilist Yekaterinnburg | Avtomobilist Yekaterinburg  |              |
| 140    | Wilhelm Westlund      | O      | Švédsko          | Metallourg Magnitogorsk     | Färjestads BK               |              |
| 141    | Shane Prince          | Ú      | USA              | Viťaz Čechov                | Ottawa 67's                 |              |
| 142    | Viktor Zacharov       | Ú      | Ukrajina         | HC CSKA Moskva              | HC Donbass Doněck           |              |
| 143    | Ilja Koreněv          |        | Rusko            | Lokomotiv Jaroslavl         | Lokomotiv Iaroslavl         | Upřednostněn |
| 144    | Alexandr Bryncev      |        | Rusko            | Neftěchimik Nižněkamsk      | Neftěchimik Nižněkamsk      |              |
| 145    | Ville Husso           | B      | Finsko           | Metallurg Novokuzněck       | HIFK jr.                    |              |
| 146    | Ralf Rinke            | Ú      | Německo Lotyšsko | Dinamo Riga                 | EHC Timmendorfer Strand 06  |              |
| 147    | Dmitrij Arseňjuk      |        | Rusko            | Metallurg Magnitogorsk      | Metallurg Magnitogorsk      | 1/5          |
| 148    | Pavel Varfomolejev    |        | Rusko            | Yugra Khanty-Mansyisk       | Metallurg Magnitogorsk      |              |
| 149    | Roman Ďjukov          |        | Bělorusko        | Dinamo Minsk                | HK Junosť Minsk             |              |
| 150    | Vladislav Maslikin    |        | Rusko            | Sibir Novosibirsk           | Sibir Novosibirsk           |              |
| 151    | Max Friberg           | Ú      | Švédsko          | Metallurg Novokuzněck       | Timrå IK                    |              |
| 152    | Roman Stěpaněnko      | O      | Kazachstán       | Barys Astana                | Barys Astana                |              |
| 153    | Děnis Ljapustin       |        | Rusko            | Neftěchimik Nižněkamsk      | Neftěchimik Nižněkamsk      |              |
| 154    | Arťom Moskalev        |        | Rusko            | SKA Petrohrad               | SKA Petrohrad               | 1/5          |
| 155    | Matěj Beran           | Ú      | Česko            | Salavat Julajev Ufa         | Prince Edward Island Rocket |              |
| 156    | Jegor Ivanov          |        | Rusko            | Traktor Čeljabinsk          | Traktor Čeljabinsk          | 5/5          |
| 157    | Dmitrij Jakunin       |        | Rusko            | Torpedo Nižnij Novgorod     | HC CSKA Moskva              |              |
| 158    | Dmitrij Marčenkov     |        | Rusko            | Yugra Khanty-Mansiysk       | Metallurg Magnitogorsk      |              |
| 159    | Sergej Boldirev       |        | Rusko            | Metallurg Magnitogorsk      | Metallurg Magnitogorsk      | 2/5          |
| 160    | Anton Bespalov        |        | Rusko            | Avangard Omsk               |                             |              |
| 161    | Stanislav Perechoďjuk |        | Rusko            | Metallurg Magnitogorsk      | HC CSKA Moskva              |              |
| 162    | Savelij Iljin         |        | Rusko            | OHK Dynamo Moskva           | OHK Dynamo Moskva           |              |
| 163    | Konstantin Lučevnikov |        | Rusko            | Avangard Omsk               | Mechel Čeljabinsk           |              |
| 164    | Spencer Humphries     | O      | Kanada           | Traktor Čeljabinsk          | Calgary Hitmen              |              |
| 165    | Vladimir Abaškin      |        | Rusko            | HC Donbass Doněck           | Metallurg Magnitogorsk      |              |
| 164    | Roman Will            | B      | Česko            | HC Lev Praha                | Moncton Wildcats            |              |
| 165    | Patrik Koys           | Ú      | Slovensko        | HC Slovan Bratislava        | HC Dukla Trenčín jr.        |              |